# 仙城街道
仙城街道，是中华人民共和国吉林省辽源市西安区下辖的一个乡镇级行政单位。

## 行政区划
仙城街道下辖以下地区：
仙静社区、仙安社区、仙庆社区、仙苑社区、仙宾社区和仙嘉社区。